# Емека Мамале
Емека Мамале (фр. Emeka Mamale, 21 жовтня 1977 — 25 червня 2020, Кіншаса) — заїрський (згодом конголезький) футболіст, що грав на позиції нападника.

## Клубна кар'єра
У дорослому футболі дебютував 1995 року виступами за команду «Мотема Пембе», в якій провів один сезон, після чого у 1996—1997 роках грав у Південній Кореї за «Пхохан Стілерс» (1996 року мав назву «ПОСКО Атомс»).
1998 року став гравцем бельгійського «Шарлеруа», у складі якого утім не заграв. Натомість у 1999–2000 роках грав за південноафриканські «Фрі Стейт Старз» та «Кайзер Чіфс».
Після нетривалого і безуспішного перебування у 2000–2001 роках в бельгійському «Локерені» грав в Анголі за «Кабінду» та «Примейру де Агошту».
Згодом у 2005–2008 роках грав у ПАР за «Сілвер Старс» та у складі ізраїльського «Хапоеля» (Акко), а завершував ігрову кар'єру на батьківщині виступами у 2009—2010 роках за «Еліму» та «Мотема Пембе».

## Виступи за збірні
1996 року дебютував в офіційних матчах у складі національної збірної Заїру і був у її складі учасником Кубка африканських націй 1996 року в ПАР.
Згодом брав участь у Кубку африканських націй 1998 в Буркіна Фасо та Кубку африканських націй 2000 року в Гані та Нігерії у складі команди, що вже представляла Демократичну Республіку Конго.
Загалом протягом кар'єри в національній команді провів у її формі 15 матчів, забивши 1 гол.
Помер 25 червня 2020 року на 43-му році життя в Кіншасі.